# Manu Dibango
Manu Dibango (12. prosince 1933 Douala, Kamerun – 24. března 2020 Paříž, Francie) byl kamerunský zpěvák, saxofonista a hráč na vibrafon. Pro svůj hudební výraz si vytvořil vlastní směr – specifickou směs jazzu a tradiční kamerunské hudby. Patří k etnické skupině Yabbasi, přestože jeho matka patřila k etnické skupině Duala.
Manu Dibango spolupracoval s celou řadou významných hudebníků world music, byli mezi nimi například Fania All Stars, Fela Kuti, Herbie Hancock, Bill Laswell, Bernie Worrell, Ladysmith Black Mambazo, Don Cherry nebo Sly and Robbie. V roce 1998 nahrál společně s kubánským hudebníkem Eliadem Ochoau album CubAfrica.
Jeho album Soul Makosa je často považována za první disco nahrávku (stejnojmenná skladba znamená v jazyce duala „Tančím”), která ovlivnila některé další nahrávky (např. Wanna be Startin' Somethin od Michaela Jacksona nebo Don't Stop the Music od Rihanny).
Manu Dibango zemřel 24. března 2020 na covid-19.

## Diskografie
- Soul Makossa (1972) Unidisc
- O Boso (1973) London/PolyGram Records
- Makossa Man (1974) Atlantic Records
- Makossa Music (1975)
- Manu 76 (1976) Decca/PolyGram Records
- Super Kumba (1976) Decca/PolyGram Records
- A l'Olympia (1978) Fiesta Records
- Afrovision (1978) Mango/Island/PolyGram Records
- Sun Explosion (1978) Decca/PolyGram Records
- Gone Clear (1980) Mango/Island/PolyGram Records
- Waka Juju (1982) Polydor/PolyGram Records
- Mboa (1982) Sonodisc/Afrovision
- Ambassador (1981) Mango/Island/PolyGram Records
- Electric Africa (1985) Celluloid
- Afrijazzy (1986)
- Deliverance (1989) Afro Rhythmes
- Happy Feeling (1989) Stern's
- Rasta Souvenir (1989) Disque Esperance
- Polysonik (1992)
- Live '91 (1994) Stern's Music
- Wakafrika (1994) Giant/Warner Bros. Records
- CubAfrica (s Eliadem Ochoou) (1998)